# Cassidian Air Systems
Cassidian Air Systems (CA) (bis 17. September 2010: Military Air Systems, MAS) ist ein integrierter Geschäftsbereich (Business Unit) der Division Cassidian (bis 17. September 2010: Defence & Security, DS) des Luft- und Raumfahrtkonzerns EADS. Hauptsitz von CA ist Manching bei Ingolstadt, CEO ist Bernhard Gerwert.

## Standorte
Manching:
- Geschäftsführung und Verwaltung
- Entwicklung
- Endmontage
- Servicegeschäft

 Friedrichshafen: Tätigkeitsschwerpunkt ISR für Deutschland inkl. EuroHawk, CL289/Target Systems

 Lemwerder: Aircraft Services Lemwerder, Fertigung (geschlossen seit Dez. 2010)

 Paris: ISR für Frankreich

 Getafe: Transportflugzeuge (CASA), Eurofighter, Erprobungen  

 Chania: Aerial Target Betrieb

 Lübeck: Aerial/Sea Target Service

 Ulm

## Produkte
- Eurofighter Typhoon
- Panavia Tornado
- Tracker
- SIDM
- Do-DT-Familie Aerial Targets
- Aufklärungsdrohne CL289
- Hubschrauberzieldarstellung
- Seezieldarstellung
- ParaLander
- Atlante

## Demonstratoren
- Barracuda[1]
- Advanced UAV[2][3]